# Gare d'Enghien-les-Bains
Ne doit pas être confondu avec Gare d'Enghien.
La gare d'Enghien-les-Bains est une gare ferroviaire française de la ligne de Saint-Denis à Dieppe, située dans la commune d'Enghien-les-Bains (département du Val-d'Oise). Elle se situe à 11,4 km de la gare de Paris-Nord.
Ouverte en 1846 par la Compagnie des chemins de fer du Nord, c'est aujourd'hui une gare de la Société nationale des chemins de fer français (SNCF) desservie par les trains de la ligne H du Transilien.

## Situation ferroviaire
La gare d'Enghien-les-Bains est située au nord de la commune éponyme, à proximité immédiate du centre-ville, à une faible distance de la route départementale 928 et de la commune de Montmorency à l'est de la vallée de Montmorency.
Établie à 45 m d'altitude, en partie en tranchée côté Paris puis à hauteur du sol naturel, elle se situe au point kilométrique (PK) 11,363 de la ligne de Saint-Denis à Dieppe, dont la section de Saint-Denis à Pierrelaye constitue un ancien tronçon de la ligne de Paris-Nord à Lille avant l'ouverture du tronçon plus direct de Saint-Denis à Creil par Chantilly en 1859.
Elle était également l'origine de la ligne d'Enghien-les-Bains à Montmorency déclassée.
Elle suit la gare de La Barre - Ormesson, située à 983 mètres, et précède la gare du Champ de courses d'Enghien, située à 1 282 mètres.

## Histoire

### Des origines aux années 1920

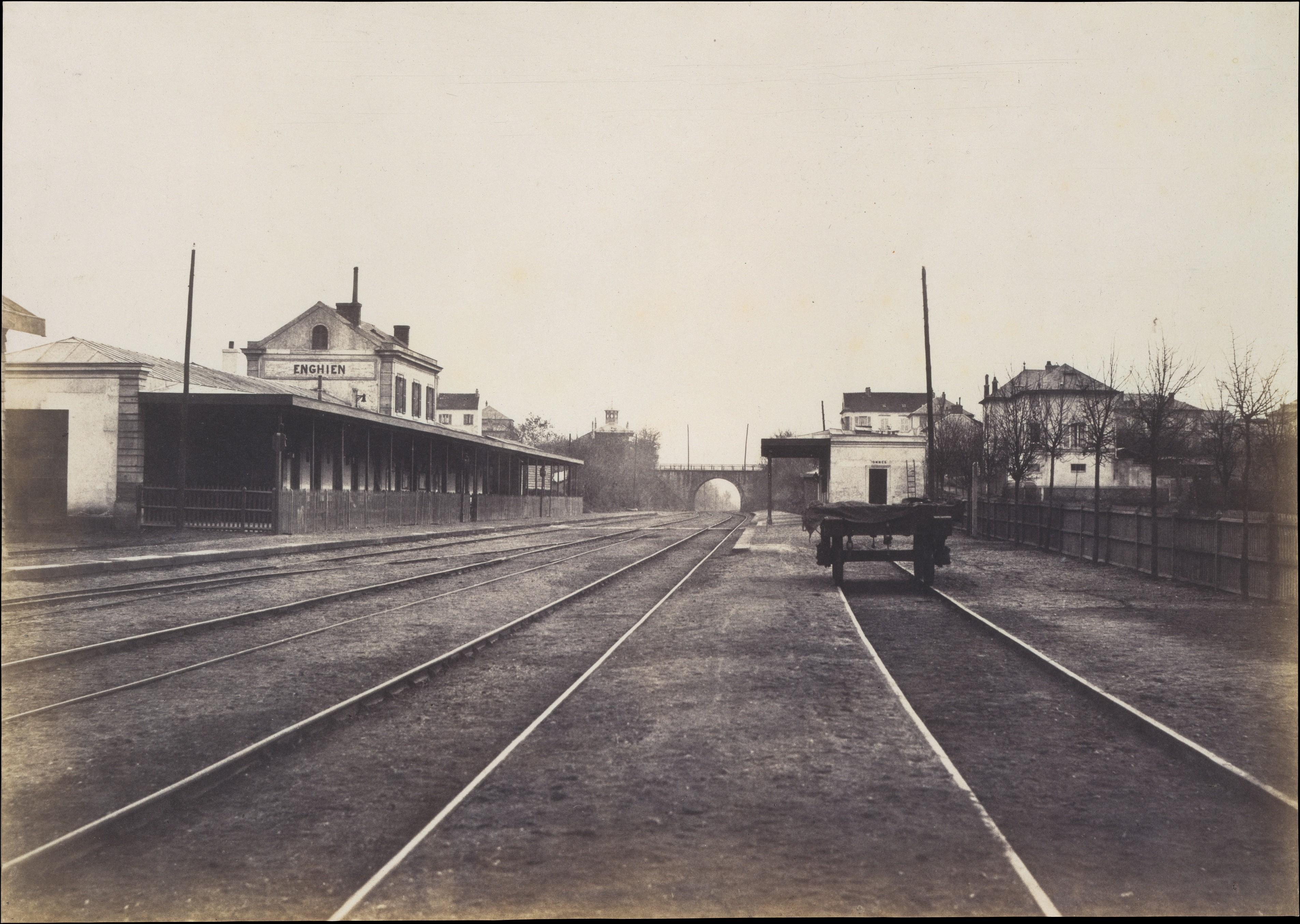
La gare d'Enghien-les-Bains en 1855.

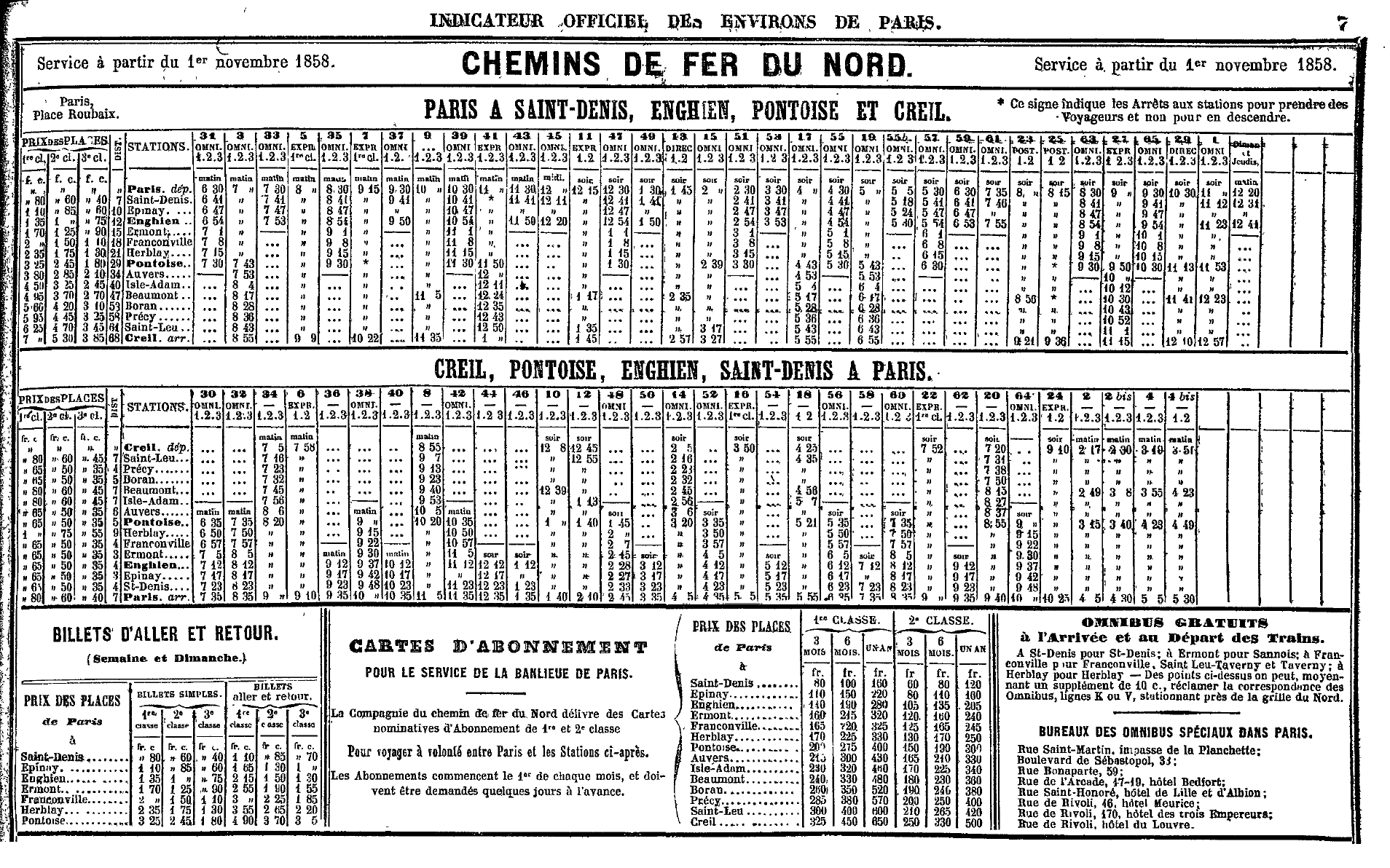
Horaires des chemins de fer du Nord, ligne de Paris à Pontoise et Creil, au service du 1er novembre 1858.

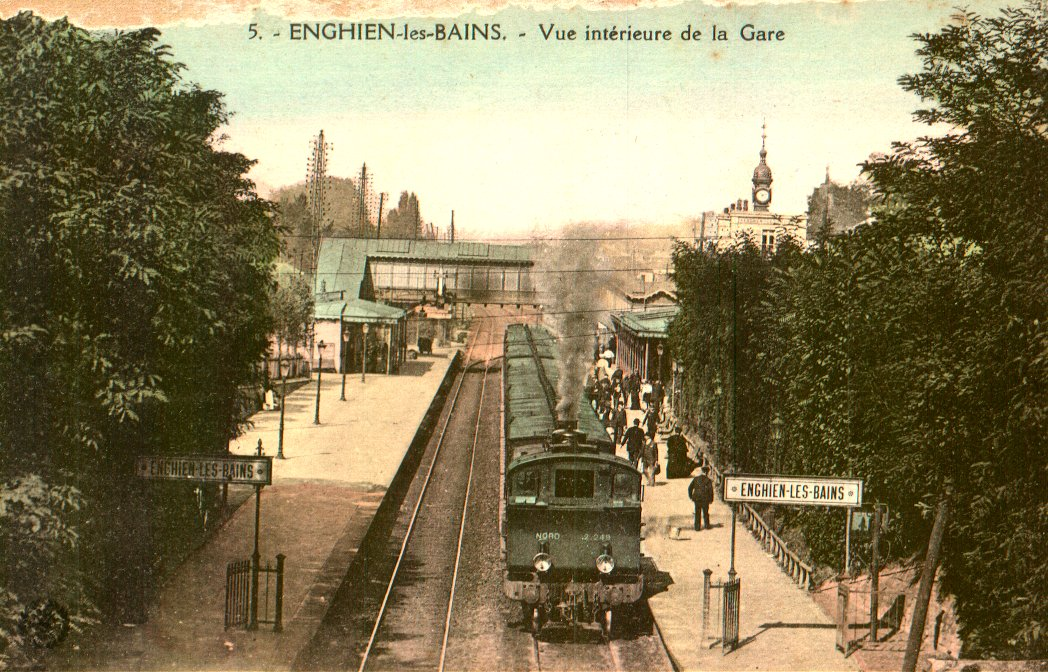
La gare d'Enghien-les-Bains au début du XXe siècle.

Le chemin de fer de la Compagnie des chemins de fer du Nord entre Paris, Lille et la frontière belge est ouvert le 18 juin 1846. La ligne effectue un curieux détour par la vallée de Montmorency jusqu'à proximité de Pontoise avant de remonter la rive droite de l'Oise jusqu'à Creil, afin de suivre les fonds de vallée et de réaliser des économies sur la réalisation des ouvrages d'art. La gare d'Enghien-les-Bains est ouverte moins d'un mois plus tard, le 11 juillet 1846 ; elle est desservie à raison d'un train à la demi-heure. Elle constitue rapidement la seconde gare la plus importante en trafic de la ligne de Paris-Nord à Lille. La gare d'Enghien-les-Bains est dès l'origine une gare de district, et constitue un terminus intermédiaire.
Lors de la Révolution française de 1848, la gare est entièrement détruite par les émeutiers ; toutefois, cela n'entrave pas son développement puisque, quinze ans plus tard, les installations peinent à faire face au trafic, tant de voyageurs que de marchandises. En 1858, la gare est reliée à Paris-Nord en moyenne par un train par heure et par sens, assurant la relation avec un ou deux arrêts intermédiaires en 20 à 23 minutes. La plupart des trains ont Enghien-les-Bains comme terminus. En 1859, un barreau direct est ouvert par la compagnie du Nord entre Saint-Denis et Creil par Chantilly : la ligne desservant Enghien-les-Bains n'est de ce fait plus desservie par les trains à grand parcours et est dès lors affectée au trafic régional. Ce tronçon est étendu à Pontoise en 1863, puis la ligne d'Ermont - Eaubonne à Valmondois est ouverte en 1876. En 1869, la gare est reliée à la fois Paris-Nord et Paris-Saint-Lazare par des trains dits « circulaires » reliant les deux grands gares têtes de ligne parisiennes via celles d'Ermont - Eaubonne et d'Argenteuil.
En 1866, la gare devient le terminus du chemin de fer secondaire long de trois kilomètres desservant Montmorency, surnommé le « Refoulons » parce que les locomotives poussent les voitures au lieu de les tracter en raison de la forte pente à gravir. En 1865-1866, profitant de la construction de la ligne d'Enghien-les-Bains à Montmorency, la compagnie du Nord reconstruit la gare des marchandises, dite de « petite vitesse », au nord des installations : elle occupe un quadrilatère au-delà de la rue du Départ, comprenant une halle, un quai à bestiaux, un dépôt pour les marchandises pondéreuses et une bascule.
L'infrastructure étant très légère, aucune machine n'est autorisée à circuler et le déplacement des wagons se réalise à l'aide de câbles et de poulies, manœuvrées grâce à un cabestan. Mais cette installation se révèle rapidement dangereuse : en effet, lors d'une manœuvre, un câble se tend à une dizaine de centimètres de hauteur à travers la rue, ce qui engendre un grand nombre d'accidents. En 1894, la municipalité propose en conséquence de déplacer la petite vitesse ; mais la compagnie du Nord développe au contraire ses installations avec la pose d'une seconde, puis d'une troisième voie d'accès, respectivement en 1893 et 1903, espérant désengorger la rue au passage. Mais l'amélioration n'est que de courte durée, face à la progression constante du trafic automobile ainsi que du trafic ferroviaire. En 1907, quarante-cinq wagons circulent quotidiennement dans chaque sens.

### Des années 1930 à aujourd'hui
Avec l'urbanisation progressive du quartier, la gare de marchandises devenue obsolète se révèle être un cloaque insalubre qui incommode de plus en plus les habitants du quartier. En conséquence, durant l'été 1928, la compagnie met au point avec la municipalité d'Enghien-les-Bains un vaste plan de modernisation des installations, dit « plan ferroviaire » de 1928, avec une réorganisation complète de la desserte de la gare d'Enghien et des deux haltes qui l'encadrent, celle de La Barre et celle du Champ de courses d'Enghien. Les travaux se déroulent de 1930 à 1934. La gare de la petite vitesse déménage au Bois-Jacques à Soisy-sous-Montmorency, du côté nord de la voie ferrée peu avant la halte du Champ de courses d'Enghien ; elle est agrandie et modernisée à cette occasion. L'ancien terrain, cédé à la Ville, devait se transformer en parc pour enfants doté d'une piscine ; mais ce projet, trop onéreux, laisse la place à un simple square dénommé Jean-Mermoz, inauguré le 14 juillet 1937.
Par ailleurs, le plan ferroviaire de 1928 comporte plusieurs autres réalisations : un nouveau passage souterrain reliant les deux quais, exclusivement réservé aux voyageurs, est ouvert le 24 mars 1933, le quai départ vers Paris-Nord est agrandi, doté d'un abri en béton et, au sud, d'un escalier d'accès vers la rue. De la même manière, une rampe d'accès est établie à l'extrémité méridionale du quai arrivée pour les voyageurs munis de billets. L'étroit pont de la Grande-Rue (devenue rue de Paris puis rue du Général-de-Gaulle), surplombant les voies, est considérablement élargi par la réalisation d'une dalle en béton au-dessus des voies. La placette ainsi constituée accueille le stationnement de véhicules et voit s'ériger deux pavillons : un abrite le bureau de l'octroi ainsi que des toilettes publiques ; l'autre une permanence de police, le syndicat d'initiative et une salle d'exposition sur l'établissement thermal. Au centre de la place se dresse un curieux mat en béton : il sert à l'éclairage électrique, mais également à l'évacuation des fumées des locomotives. Nommée dès l'origine place du Maréchal-Foch, elle est inaugurée le 15 janvier 1932.
La gare a également constitué de 1897 jusqu'en 1935 le terminus de deux lignes de tramway, l’Enghien - Montmorency et l’Enghien - Trinité.
Le 30 juin 1954, la ligne d'Enghien-les-Bains à Montmorency, jugée non-rentable, est définitivement fermée à tout trafic. Après l'électrification de la ligne de Paris-Nord à Lille en 1958, les travaux sont mis en œuvre sur les branches nord-ouest de la banlieue de Paris-Nord, qui connaissent alors une forte hausse de trafic liée à l'urbanisation rapide de la banlieue parisienne. En avril/mai 1969, la traction électrique est en service entre Paris-Nord et Pontoise accompagnée de la signalisation par block automatique lumineux (BAL). À cette occasion, la troisième voie centrale dite de « relation » entre Enghien-les-Bains et Ermont - Eaubonne est banalisée afin de fluidifier le trafic. Cette voie avait été conçue afin d'assurer une desserte spécifique de l'hippodrome d'Enghien, desserte dorénavant assurée par les trains réguliers de banlieue compte tenu de la forte diminution de ce trafic.
La gare de marchandises du Bois-Jacques disparaît au milieu des années 1970, remplacée côté est par des immeubles d'habitation HLM puis du côté ouest, durant les années 1980, par un parc de stationnement à proximité de la gare du Champ de courses. Au début des années 1980, le parking de la place Foch, situé au-dessus des voies au sud de la gare, est agrandi en direction de La Barre par extension de la dalle de béton recouvrant la voie ferrée.

## Fréquentation
De 2015 à 2022, selon les estimations de la SNCF, la fréquentation annuelle de la gare s'élève aux nombres indiqués dans le tableau ci-dessous.
| Année     | 2015      | 2016      | 2017      | 2018      | 2019      | 2020      | 2021      | 2022      | 2023      |
| --------- | --------- | --------- | --------- | --------- | --------- | --------- | --------- | --------- | --------- |
| Voyageurs | 7 574 604 | 7 684 943 | 7 760 343 | 7 711 048 | 7 568 159 | 3 316 445 | 6 111 149 | 7 014 246 | 6 996 926 |

## Service des voyageurs

### Accueil

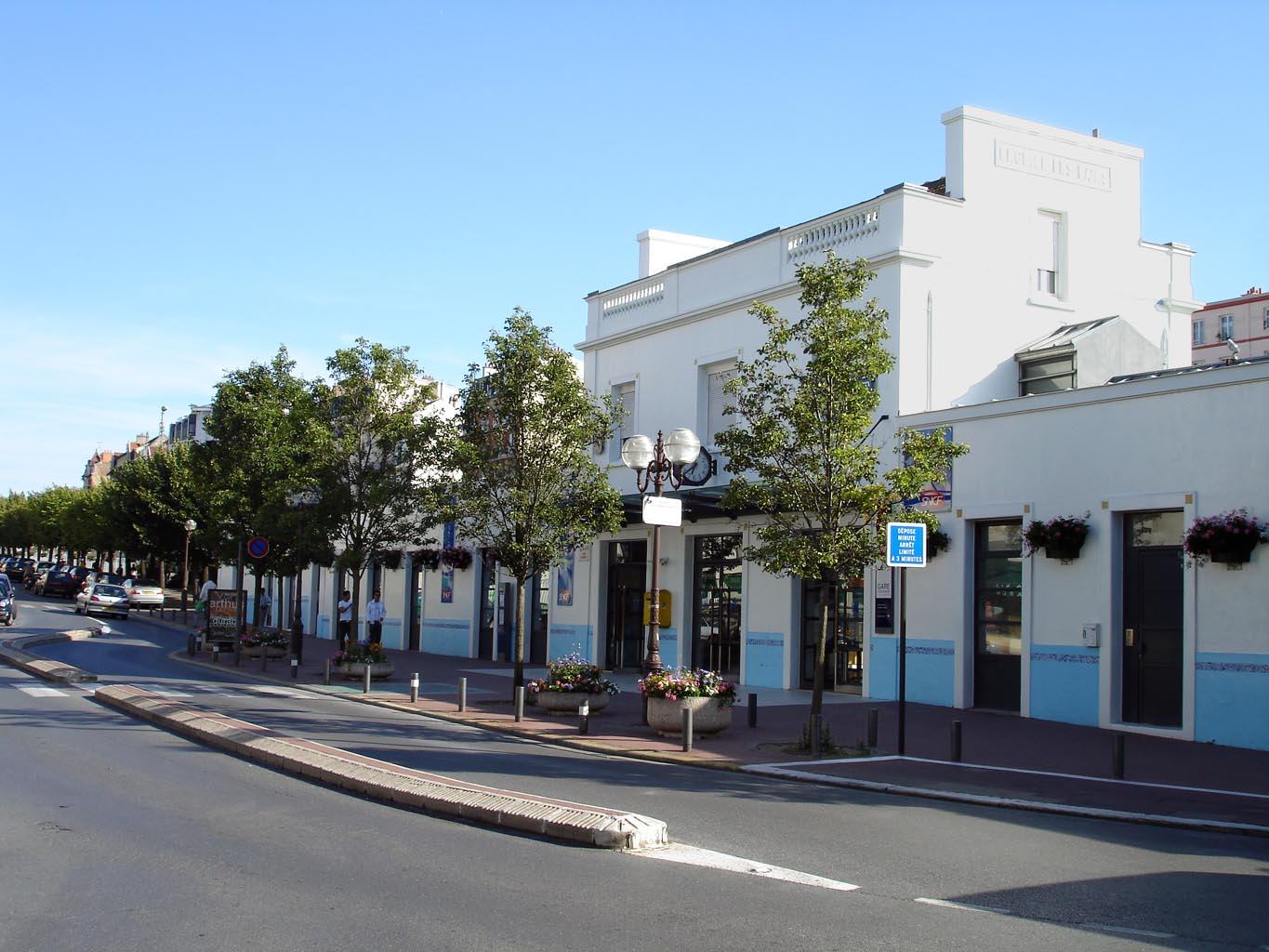
Bâtiment voyageurs avant le ravalement de la façade.

En 2013, un guichet Transilien est ouvert du lundi au samedi de 6 h 30 à 1 h 10. Il est adapté pour les personnes handicapées, et dispose de boucles magnétiques pour personnes malentendantes. La gare propose en outre la vente de billets grandes lignes du lundi au samedi de 8 h 00 à 19 h 30. Des automates Transilien et Grandes lignes sont également disponibles.
Un magasins de Presse Relay est présent dans le hall ainsi que des distributeurs de boissons ou friandises. Un parc de stationnement payant de 300 à 500 places est situé sur la dalle couvrant les voies au sud de la gare, place Foch.
Le nombre de voyageurs quotidiens se situait entre 7 500 et 15 000 en 2002. En 2013, l'établissement accueille chaque jour de semaine plus de 10 000 voyageurs entrants et voit circuler 170 trains.

### Desserte
La gare est desservie par les trains de la ligne H du Transilien, à raison d'un train omnibus au quart d'heure aux heures creuses et par douze trains par heure aux heures de pointe.
Les trains sont généralement omnibus de Paris-Nord à Pontoise ou Valmondois/Persan - Beaumont, en alternance, et jusqu'à Saint-Leu, uniquement aux heures de pointe. Seuls les trains circulant aux heures de pointe sont semi-directs. Le temps de trajet est de 13 à 14 minutes selon les dessertes.

### Accessibilité
La gare fait l'objet d'importants travaux de mise en accessibilité pour les personnes à mobilité réduite (PMR) du printemps 2013 à fin 2014, dans le cadre du schéma directeur de mise en accessibilité PMR en Île-de-France. Les quais font l'objet d'un rehaussement à la hauteur de 92 cm avec la création d'un nouvel abri voyageurs à l'extrémité nord du quai 1 ; des ascenseurs permettant l'accès au passage souterrain seront installés ainsi que des toilettes dans le bâtiment des voyageurs. Les travaux incluent la mise en place de portes automatiques à l'entrée du bâtiment des voyageurs ainsi que la modernisation de l'éclairage, du système d'interphonie et de la signalétique. Les travaux, qui s'élèvent à huit millions d'euros, sont financés à 50 % par le Syndicat des transports d'Île-de-France (STIF), à 25 % par la région, à 19 % par Réseau ferré de France et à 6 % par la SNCF.

### Intermodalité
Plusieurs lignes de bus sont en correspondance, situées dans trois gares routières distinctes. Il s'agit des lignes 254 et 256 du réseau de bus RATP, de la ligne 7 du réseau de bus Argenteuil - Boucles de Seine, des lignes 1511, 1513, 1514, 1515 et 1516 du réseau de bus de la Vallée de Montmorency et, la nuit, de la ligne N51 du réseau de bus Noctilien.

## Patrimoine ferroviaire
Le bâtiment voyageurs d'origine, agrandi et altéré au cours des siècles, est toujours présent sur le site. L'inscription Chemin de fer du Nord dans un cadre au milieu du parapet de la corniche, a été restaurée, sans doute lors de la rénovation de la gare en 2013-2014.
L'ancienne halle, utilisée par une des gares routières, a été construite comme terminus ferroviaire de la ligne d'Enghien-les-Bains à Montmorency.

## Galerie de photographies

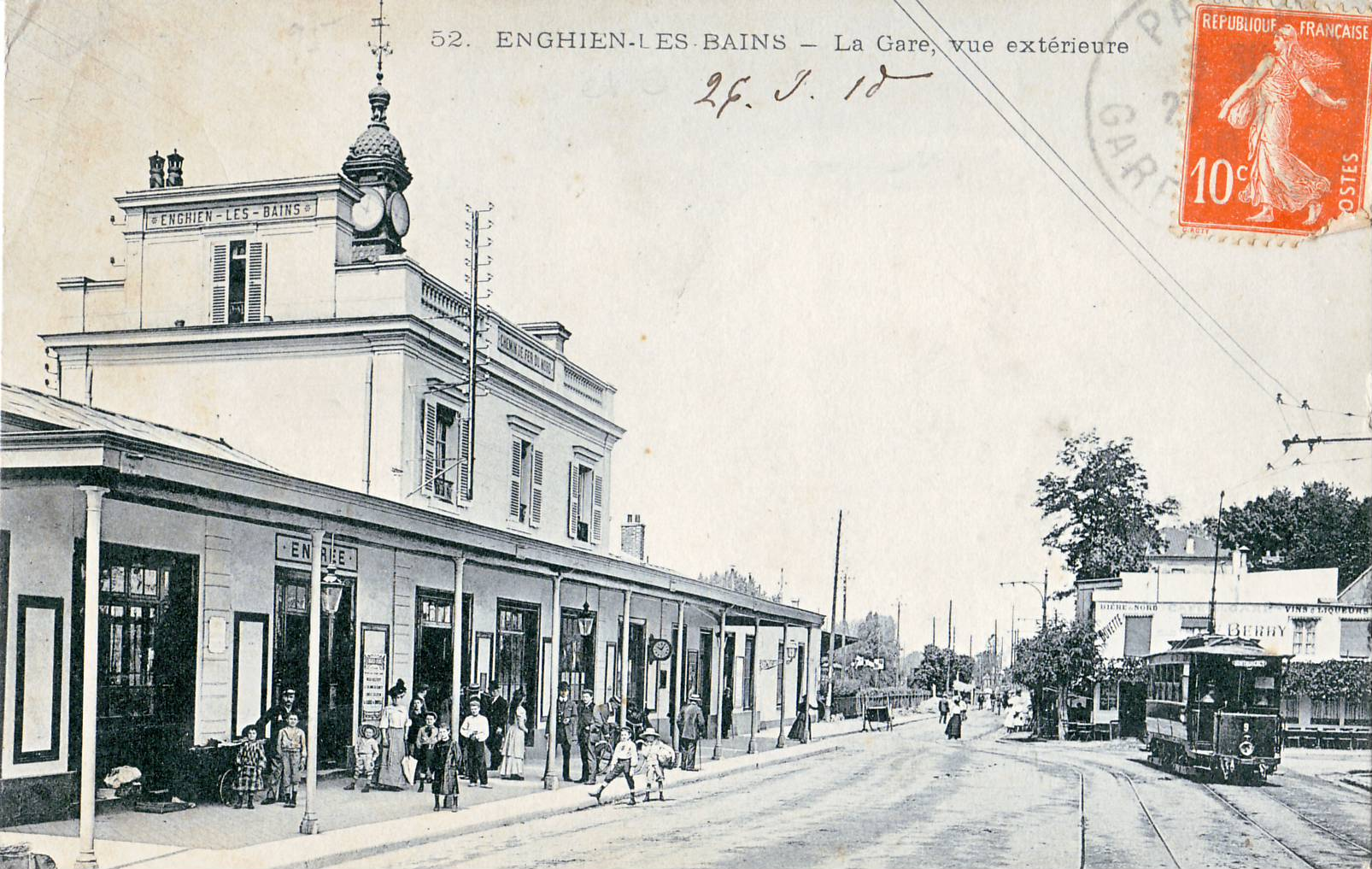
La gare d'Enghien-les-Bains, avec un tramway (ligne Montmorency - Enghien - Paris (Trinité) en stationnement.
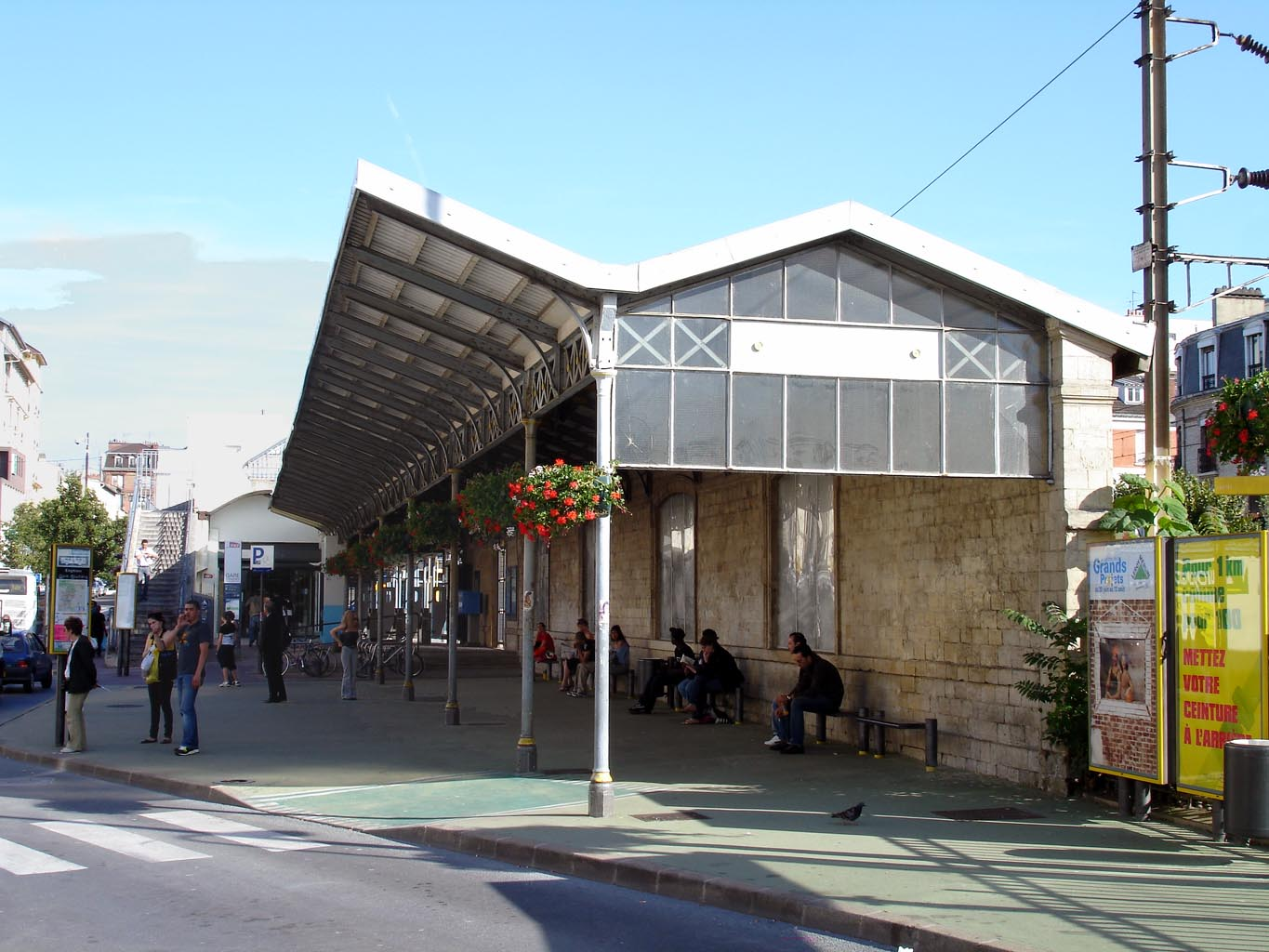
La halle du Refoulons, chemin de fer qui relia la commune à Montmorency de 1866 à 1954.
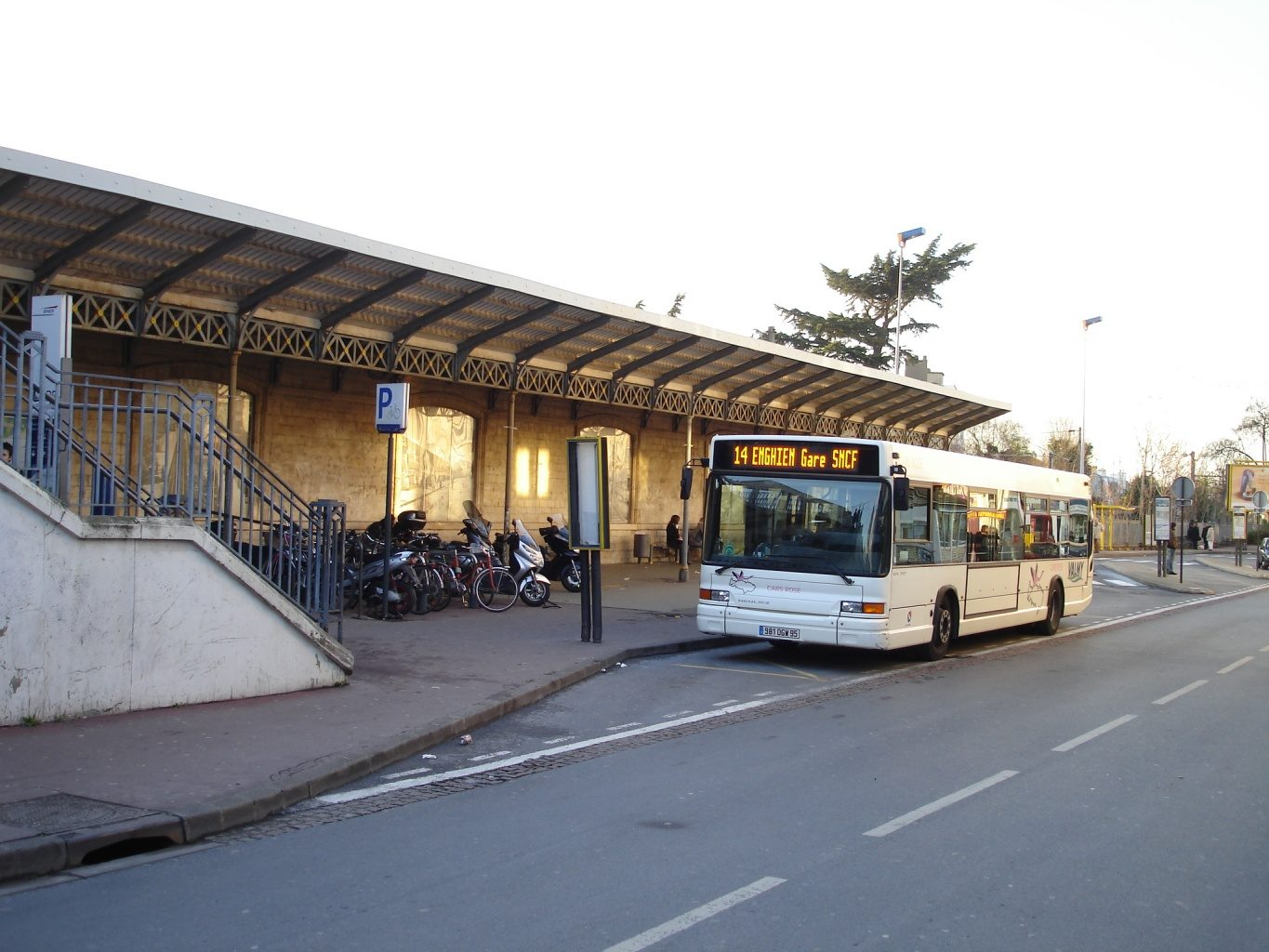
La gare routière.
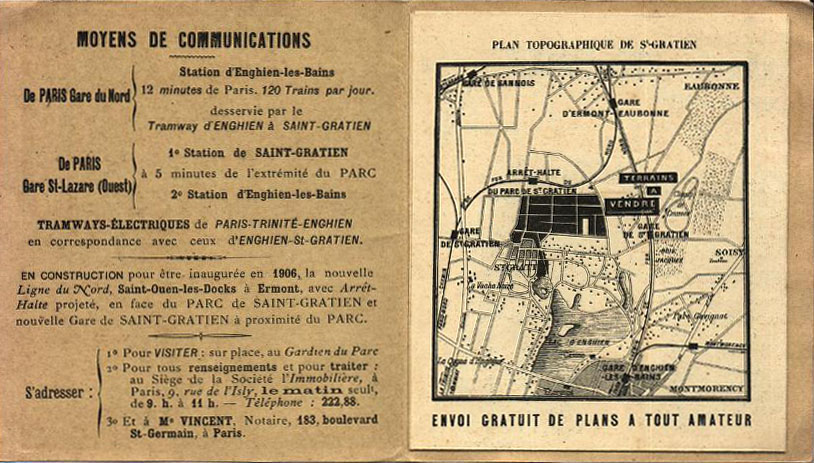
Publicité pour un lotissement à Saint-Gratien vers 1904-1905, soulignant la qualité de sa desserte en transports en commun dont sa proximité de la gare.